# المجلس الوطني الاتحادي
المجلس الوطني الاتحادي لدولة الإمارات العربية المتحدة، هو السلطة التشريعية في دولة الإمارات العربية المتحدة. يتكون من 40 عضوا ينتخب عشرين منهم بشكل غير مباشر من قبل 33% من المواطنين الإماراتيين الذين لديهم حق التصويت من خلال هيئة انتخابية، في حين يتم تعيين العشرين الآخرين من قبل حكام كل إمارة.
جرت أول انتخابات لنصف أعضاء المجلس الوطني الاتحادي في عام 2006. واستمر أعضاء المجلس الوطني الاتحادي لمدة أربع سنوات. وجرت آخر انتخابات للأعضاء المنتخبين بشكل غير مباشر في 7 أكتوبر 2023، ومن المقرر إجراء الانتخابات المقبلة في أكتوبر 2027. تقع قاعة اجتماع المجلس الوطني الاتحادي في أبوظبي، عاصمة دولة الإمارات العربية المتحدة.
تأسست اللجنة الوطنية للانتخابات في فبراير 2011 من قبل المجلس الأعلى الاتحادي في دولة الإمارات العربية المتحدة، ويرأسها وزير الدولة لشؤون المجلس الوطني الاتحادي. تجري الانتخابات من قبل اللجنة الوطنية للانتخابات التي ترشح أعضاء المجمع الانتخابي. يمكن اختيار أي مواطن كعضو. وتدير اللجنة الوطنية للانتخابات أيضًا انتخاب ممثلي المجلس الوطني الاتحادي من جميع الإمارات. يجوز لأعضاء الهيئة الانتخابية ترشيح أنفسهم لعضوية المجلس الوطني الاتحادي.
شاركت المرأة الإماراتية في عضوية المجلس لأول مرة منذ تأسيسه في الفصل التشريعي الرابع عشر، حيث فازت بمقعد واحد في أول تجربة انتخابية تشهدها الدولة في عام 2006، وتم تعيين ثمان أخريات لعضوية المجلس في نسبة تعد من بين الأعلى عالمياً.

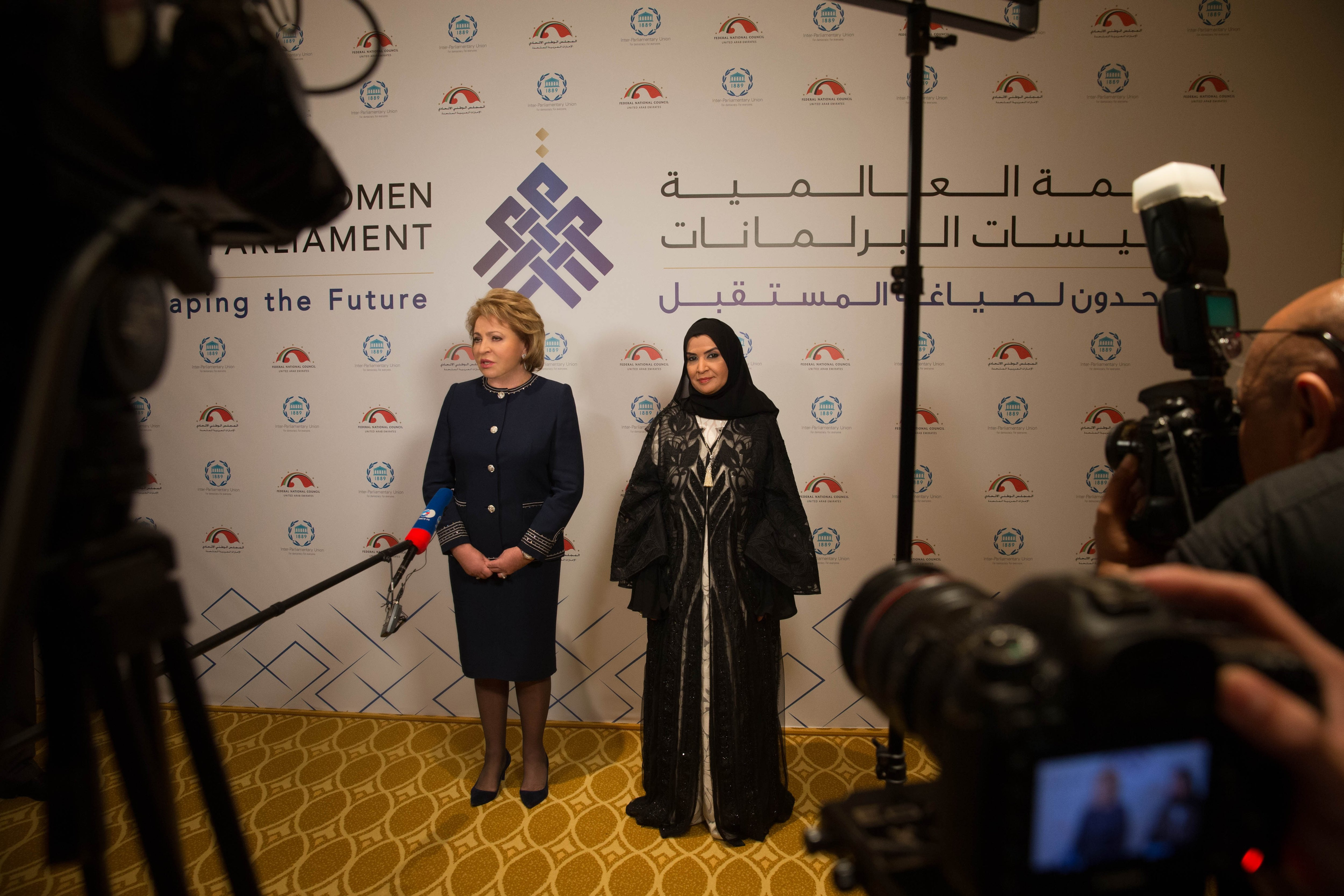
أمل عبد الله القبيسي رئيس المجلس الوطني الاتحادي مع رئيسة مجلس الاتحاد الروسي فالنتينا ماتفيينكو في القمة العالمية لرئيسات البرلمانات في أبو ظبي

وفي عام 2019 أصدر الشيخ خليفة بن زايد آل نهيان رئيس دولة الإمارات القرار رقم /1/ لسنة 2019 الخاص برفع نسبة تمثيل المرأة في المجلس الوطني الاتحادي إلى 50% وبالتالي دخوله حيز التنفيذ بالتزامن مع الفصل التشريعي السابع عشر للمجلس وأسفر القرار إلى وجود 20 امرأة في المجلس الوطني الاتحادي، وهو نصف عدد أعضاء المجلس.

## أجهزة المجلس الوطني الاتحادي
تتألف أجهزة المجلس الوطني الاتحادي من:
- رئيس المجلس
- هيئة مكتب المجلس
- لجان المجلس
- الشعبة البرلمانية
- الأمانة العامة

## تاريخ
تشكّل المجلس الوطني الاتحادي بموجب الدستور المؤقت لدولة الإمارات العربية المتحدة في عام 1971 كعنصر دائم في هيكل الحكم في البلاد، ويعتبر السلطة الاتحادية الرابعة من حيث الترتيب في سلم السلطات الاتحادية الخمس المنصوص عليها في الدستور وهي: المجلس الأعلى للاتحاد، رئيس الاتحاد ونائبه، مجلس وزراء الاتحاد، المجلس الوطني الاتحادي، والسلطة القضائية. قبل عام 2006، كان يتم تعيين جميع أعضاء المجلس الوطني الاتحادي من قبل حكام الإمارات.
ووفقاً للدستور، فإن مشاريع القوانين الاتحادية يجب أن تمر أولاً عبر المجلس الوطني الاتحادي لمراجعتها وتقديم التوصيات بشأنها. يتم عرض مشاريع القوانين وتعديلاتها التي يتم تشكيلها بمساعدة اللجان النيابية المتخصصة على المجلس الوطني الاتحادي لمناقشتها ومن ثم إعادتها إلى مجلس الوزراء للنظر فيها والموافقة عليها. ويؤثر المجلس الوطني الاتحادي على الحكومة الاتحادية في صياغة القوانين. يمكن للمجلس الوطني الاتحادي تعديل مشاريع القوانين الأصلية المقدمة من مجلس الوزراء.
يتولى المجلس الوطني الاتحادي، بموجب الدستور، دراسة وتعديل جميع التشريعات الاتحادية المقترحة إذا رغب في ذلك، وله صلاحية استدعاء واستجواب أي وزير اتحادي فيما يتعلق بأداء الوزارة. من المهام الرئيسية للمجلس الوطني الاتحادي مناقشة الميزانية السنوية. وقد تم تشكيل لجان فرعية متخصصة ووحدة للبحث والدراسة لمساعدة أعضاء المجلس الوطني الاتحادي على مواكبة المتطلبات المتزايدة للحكومة الحديثة.
مرّ المجلس الوطني الاتحادي بمرحلتين هامتين وهما: مرحلة التأسيس (من 1971 إلى 2004 ) و مرحلة التطور والتحسين والإصلاح (منذ 2006)

## اختصاصات المجلس
- الوظيفة التشريعية: وتشمل مناقشة مشاريع القوانين الاتحادية ومشاريع التعديلات الدستورية والموازنة العامة للدولة وحساباتها الختامية، بالإضافة لمناقشة المعاهدات والإتفاقيات الدولية وابداء الرأي فيها.
- الوظيفة الرقابية: يقوم المجلس الوطني الاتحادي بممارسة الرقابة عن طريق طرح مواضيع عامة للمناقشة ورفع التوصيات الخاصة بها إلى الحكومة، وتوجيه الأسئلة للوزراء حسب اختصاص كل منهم، والنظر في الشكاوى المقدمة من المواطنين ضد الجهات الحكومية الاتحادية.[11]

### مرحلة التأسيس (من 1971 إلى 2004 )
تأسس المجلس الوطني الاتحادي وفقاً لأحكام الدستور المؤقت الذي اعتمدته حكومة دولة الإمارات بشكل أولي عام 1971. وفي هذه المرحلة، كان كافة أعضاء المجلس البالغ عددهم 40 عضو يتم تعيينهم من قبل حكام الإمارات السبع.
عُقدت الجلسة الأولى للمجلس الوطني الاتحادي بتاريخ 12 فبراير 1972، وترأس الاجتماع الأول الشيخ زايد بن سلطان آل نهيان، كما حضر الاجتماع كل من حكام الإمارات الأعضاء، وأعضاء مجلس الوزراء. ودلّت الجلسة الأولى على فترة هامة في تاريخ الدولة، والدور الهام المتوقع من المجلس.

### مرحلة التطوير والتحسين والإصلاح (منذ 2006)
في عام 2006 ، اعتمد الشيخ خليفة بن زايد قرار المجلس الأعلى للاتحاد رقم 4 لعام 2006، إذ أُعيد النظر في طريقة اختيار ممثلي الإمارات الأعضاء في المجلس الوطني الاتحادي، ليتم بواسطة الانتخاب والتعيين. قضى القرار بأن يتم تعيين نصف الأعضاء (20) فقط بواسطة حكام الإمارات، بينما يتم انتخاب النصف الآخر (20) بواسطة الشعب، وفق منظومة شعبية يطلق عليها اسم الهيئات الانتخابية. وجاء ذلك بعد تطبيق المرحلة الأولى من برنامج التمكين السياسي للشيخ خليفة بن زايد آل نهيان رئيس الدولة آنذاك.
كان الهدف من هذا القرار هو إعطاء فرصة لمواطني الدولة لاختيار ممثليهم في المجلس الوطني الاتحادي، من أجل تعزيز الانتماء الوطني، و تغليب المصالح العامة للشعب، وإتاحة الفرصة للمشاركات المحلية من قبل الفئات الشابة والمتعلمة، فضلاً عن تمكين المرأة.

## تشكيل المجلس

### المقاعد
نصت المادة (68) من الدستور على أن يضم المجلس 34 عضواً، إلا أنه بعد انضمام رأس الخيمة إلى الاتحاد ارتفع العدد إلى أربعين عضواً، يتوزعون على الإمارات بحسب الدستور كما يلي: (8) مقاعد لإمارة أبوظبي، (8) مقاعد لإمارة دبي، (6) مقاعد لإمارة الشارقة، (6) مقاعد لإمارة رأس الخيمة، (4) مقاعد لإمارة عجمان، (4) مقاعد لإمارة الفجيرة، (4) مقاعد لإمارة أم القيوين.

### مدة العضوية
أصبحت مدة عضوية المجلـس أربع سنوات بدلاً من سنتين بموجب التعديلات الدستورية الأخيرة على المادة (72) والمادة (78)، ويطلق على هذه المدة الفصل التشريعي، ويكون دعوة المجلس للانعقاد وفض الدورة بمرسوم يصدره رئيس الدولة.

### شروط وأحكام عضوية المجلس
اشترط الدستور لعضوية المجلس:
1. المواطنة في إحدى الإمارات، والإقامة الدائمة في الإمارة المُمَثلة في المجلس،
2. أن لا يقل العمر عن 25 عاما عند الاختيار أو الانتخاب للعضوية
3. التمتع بالأهلية المدنية والسيرة الحميدة وحسن السمعة،
4. الإلمام الكافي بالقراءة والكتابة، وعدم جواز الجمع بين عضوية المجلس وأية وظيفة عامة مع التمتع بالحصانة البرلمانية.

### اجتماعات المجلس
1. للمجلس دور انعقاد عادي سنوي لا يقل عن سبعة أشهر.
2. يعقد المجلس جلساته في أبوظبي «عاصمة الدولة».
3. جلسات المجلس علنية، ويجوز عقدها سرية بناء على طلب الحكومة أو رئيس المجلس أو ثلث أعضائه على الأقل.
4. لا يعقد المجلس جلساته ولا تكون مداولاته صحيحة إلا بحضور أغلبية أعضائه (21) عضو.
5. تصدر القرارات بالأغلبية المطلقة للأعضاء الحاضرين، وإذا تساوت الأصوات يرجح الذي فيه رئيس المجلس، وذلك في الحالات التي تتطلب أغلبية خاصة.[14]

### اللجان
1. لجنة شؤون الدفاع والداخلية والخارجية
2. لجنة الشؤون المالية والاقتصادية والصناعية
3. لجنة الشؤون التشريعية والقانونية
4. لجنة شؤون التربية والتعليم والشباب والإعلام والثقافة
5. لجنة الشؤون الصحية والعمل والشؤون الاجتماعية
6. لجنة شؤون التقنية والطاقة والثروة المعدنية
7. لجنة الشؤون الإسلامية والأوقاف والمرافق العامة
8. لجنة فحص الطعون والشكاوى
9. لجنة المسائل

### أنظمة التصويت في انتخابات المجلس الوطني الاتحادي
تم اعتماد نظام "التصويت الإلكتروني" منذ الدورة الانتخابية الأولى في عام 2006 وتعد الإمارات الأولى عربياً في اعتماد نظام التصويت الإلكتروني في الانتخابات كما تم استحداث نظامي "التصويت عن بُعد" و"التصويت الهجين" في انتخابات 2023 وكذلك تم استحداث "نظام تسجيل المرشحين الإلكتروني عن بُعد"

## رؤساء المجلس
تعاقب على رئاسة المجلس الوطني الإتحادي كل من:
| الإسم                      | تولى المنصب    | ترك المنصب     | ملاحظات       |
| -------------------------- | -------------- | -------------- | ------------- |
| ثاني بن عبد الله الرميثي   | 12 فبراير 1972 | 1 ديسمبر 1976  | [ 19 ] [ 20 ] |
| تريم عمران تريم            | 1 مارس 1977    | 1 ديسمبر 1981  | [ 19 ] [ 20 ] |
| هلال بن أحمد بن لوتاه      | 28 ديسمر 1981  | 1 ديسمبر 1991  | [ 19 ] [ 20 ] |
| الحاج بن عبد الله المحيربي | 6 فبراير 1993  | 1 ديسمبر 1996  | [ 19 ] [ 20 ] |
| محمد خليفة بن حبتور        | 14 ديسمبر 1997 | 29 يناير 2002  | [ 19 ] [ 20 ] |
| سعيد محمد الكندي           | 18 فبراير 2003 | 17 فبراير 2005 | [ 19 ] [ 20 ] |
| عبد العزيز عبد الله الغرير | 12 فبراير 2007 | 11 فبراير 2011 | [ 21 ] [ 20 ] |
| محمد أحمد المر             | 15 نوفمبر 2011 | 14 نوفمبر 2015 | [ 22 ] [ 20 ] |
| أمل عبد الله القبيسي       | 18 نوفمبر 2015 | 12 نوفمبر 2019 | [ 23 ] [ 20 ] |
| صقر غباش                   | 14 نوفمبر 2019 | حتى الآن       | [ 23 ] [ 24 ] |

## وزارة الدولة لشؤون المجلس الوطني الاتحادي
تأسست وزارة الدولة لشؤون المجلس الوطني، بموجب المرسوم الاتحادي رقم 10 لسنة 2006 بهدف إيجاد قنوات أكثر فعالية وحيوية للتنسيق بين المجلس الوطني الاتحادي والحكومة.ويتولى  عبدالرحمن بن محمد العويس مهام وزير الدولة لشؤون المجلس الوطني الاتحادي 
ومن أبرز مهامها:
- التنسيق بين الحكومة والمجلس الوطني الاتحادي فيما يتعلق بمباشرة المجلس الوطني الاتحادي لاختصاصاته.
- المشاركة في إعداد التشريعات ذات الصلة بدور المجلس الوطني الاتحادي.
- الإشراف على شؤون الإعلام فيما يتعلق بالحياة النيابية.
- أية اختصاصات أخرى تخول لها بمقتضى القوانين واللوائح وقرارات مجلس الوزراء.

## جوائز
- عام 2007 حصل المجلس الوطني الاتحادي على جائزة أفضل برلمان عربي في الأداء الإلكتروني على مستوى الوطن العربي في ختام أعمال مؤتمر البرلمان والحكومة الإلكترونية الذي تم عقده بمدينة الاسكندرية تحت إشراف جامعة الدول العربية [27]
- عام 2017 منح الاتحاد البرلماني العربي  الدكتورة أمل عبدالله القبيسي رئيسة المجلس الوطني الاتحادي "جائزة التميز البرلماني لفئة رؤساء البرلمانات العربية " تقديرا للإسهامات والإنجازات البرلمانية المتميزة على المستويين الوطني والعربي والصعيدين الإقليمي والدولي [28]

## إنجازات المجلس الوطني الاتحادي
حقق   المجلس الوطني الاتحادي منذ تأسيسه وحتى الجلسة الثانية عشرة التي عقدها في تاريخ 30 مايو 2023 من دور انعقاده العادي الرابع من فصله التشريعي السابع عشر عدة إنجازات أبرزها:
- عقد المجلس الوطني الاتحادي 663 جلسة، وساهم خلال مسيرته البرلمانية في تحديث وتطوير التشريعات من خلال مناقشة 647 مشروع قانون، واطلع على 1168 اتفاقية ومعاهدة دولية، وناقش 346 موضوعاً عاماً، ووجه 1041 سؤالاً إلى ممثلي الحكومة والتي تناولت مختلف القطاعات، وأصدر 83 بياناً.

- وقع المجلس الوطني الاتحادي "49" مذكرة تفاهم وتعاون مع برلمانات الدول الشقيقة والصديقة.
- نجحت الشعبة البرلمانية الإماراتية في كسب الدعم البرلماني الدولي لقضية الجزر الإماراتية "أبو موسى وطنب الكبرى وطنب الصغرى" ودعم موقف الإمارات وسيادتها على جزرها الثلاث من خلال المقابلات الثنائية التي يعقدها أعضاء المجلس مع الوفود البرلمانية العضوة في الاتحاد البرلماني الدولي
- توقيع اتفاقية مع الاتحاد البرلماني الدولي هي الأولى له مع مؤسسة برلمانية دولية منذ تأسيسه قبل قرابة 129 عاما مايعزز التعاون بين المجلس ومختلف برلمانات العالم لبناء مواقف مشتركة حيال مختلف القضايا والموضوعات على الصعيدين الإقليمي والدولي.
- توقيع  اتفاقية تعاون بين المجلس ومجموعة أمريكا اللاتينية والكاريبي "غرولاك" على هامش اجتماعات الاتحاد البرلماني الدولي في جنيف، وتعد أول اتفاقية تبرمها المجموعة التي تضم 21 دولة مع إحدى دول الوطن العربي

- حصلت الأمانة العامة للمجلس الوطني الاتحادي على شهادتين الأيزو" ISO 27001 " لأمن المعلومات الصادرة من منظمة المعايير الدولية، بعد أن طبقت وتبنت منهجية نظام إدارة أمن المعلومات بخطواته الأربعة " التخطيط، والتنفيذ، والمراجعة، والتحسين"

## مواقع خارجية
- موقع المجلس الوطني

## الهوامش
1. ↑  "fnc_KT". arabiangazette.com. 4 سبتمبر 2011. مؤرشف من الأصل في 2012-04-02. اطلع عليه بتاريخ 2011-09-25.
2. ↑  أمل القبيسي... أول إماراتية في المجلس الوطني الاتحادي نسخة محفوظة 06 مارس 2017 على موقع واي باك مشين.
3. ↑  فوز امرأة في أول انتخابات تشريعية بالإمارات  نسخة محفوظة 20 فبراير 2011 على موقع واي باك مشين.
4. ↑  أم الإمارات: تعيين 8 نساء في المجلس الوطني قرار تاريخي لرئيس الدولة نسخة محفوظة 06 مارس 2017 على موقع واي باك مشين.
5. ↑  "Wayback Machine". www.mfnca.gov.ae. مؤرشف من الأصل في 2024-12-02. اطلع عليه بتاريخ 2025-03-09.
6. ↑  للأخبار, مركز الاتحاد (22 Jun 2019). "قرار رئيس الدولة برفع تمثيل المرأة بـ«الوطني الاتحادي» لـ «50%» يدخل حيز التنفيذ". مركز الاتحاد للأخبار (بar-AR). Retrieved 2025-03-09.{{استشهاد ويب}}:  صيانة الاستشهاد: لغة غير مدعومة (link)
7. ↑  "المرأة في المجلس الوطني الاتحادي بعد قرار رئيس الدولة برفع نسبة تمثيل المرأة بنسبة 50%".
8. ↑  fnc.uae. "Federal National Council - FNC | المجلس الوطني الاتحادي | أجهزة المجلس". Federal National Council المجلس الوطني الاتحادي. اطلع عليه بتاريخ 2025-03-09.
9. ↑  Staff Report. "What is the Federal National Council." Gulfnews.com
10. ↑  The Political System of the UAE نسخة محفوظة 2010-05-03 على موقع واي باك مشين.
11. ↑  "المشاركة السياسية - المجلس الوطني الاتحادي". مؤرشف من الأصل في 2024-11-09.
12. 1 2 3 4  "المجلس الوطني الاتحادي  - البوابة الرسمية لحكومة الإمارات العربية المتحدة". u.ae. مؤرشف من الأصل في 2020-11-01. اطلع عليه بتاريخ 2021-09-22.
13. ↑  fnc.uae. "Federal National Council - FNC | المجلس الوطني الاتحادي | FNC | المجلس الوطني الاتحادي | عن المجلس". Federal National Council المجلس الوطني الاتحادي. مؤرشف من الأصل في 2024-04-23. اطلع عليه بتاريخ 2024-04-23.
14. 1 2 3  المجلس الوطني الاتحادي نسخة محفوظة 15 مارس 2016 على موقع واي باك مشين. [وصلة مكسورة]
15. ↑  قصة وتاريخ الحضارات العربية، ج 6، ص 207
16. ↑  Internet, Future (6 Oct 2023). "أنظمة التصويت في انتخابات المجلس الوطني الاتحادي.. إجراءات ميسرة وتحديث مستمر وفق أحدث الحلول التكنولوجية". اللجنة الوطنية للإنتخابات (بar-AE). Retrieved 2025-03-09.{{استشهاد ويب}}:  صيانة الاستشهاد: لغة غير مدعومة (link)
17. ↑  "التصويت في انتخابات المجلس الوطني.. «عن بُعد» و«هجين»". صحيفة الخليج. اطلع عليه بتاريخ 2025-03-09.
18. ↑  محمد، أبوظبي-موفق (7 أكتوبر 2023). "10 رؤساء تولوا قيادة مسيرة إنجازات المجلس الوطني". www.albayan.ae. مؤرشف من الأصل في 2023-10-15. اطلع عليه بتاريخ 2024-04-23.
19. 1 2 3 4 5 6  "In Pictures: A step in the right direction". Khaleej Times. مؤرشف من الأصل في 2022-11-18.
20. 1 2 3 4 5 6 7 8 9  "Federal National Council Brochure" (PDF). Global Summit of Women Speakers of Parliament. مؤرشف من الأصل (PDF) في 2022-11-18.
21. ↑  "IPU PARLINE database: UNITED ARAB EMIRATES (Majlis Watani Itihadi) ELECTIONS IN 2006". archive.ipu.org. مؤرشف من الأصل في 2023-09-20.
22. ↑  "IPU PARLINE database: UNITED ARAB EMIRATES (Majlis Watani Itihadi), ELECTIONS IN 2011". archive.ipu.org. مؤرشف من الأصل في 2023-09-20.
23. 1 2  "The Federal National Council - The Official Portal of the UAE Government". www.government.ae. مؤرشف من الأصل في 2018-12-16. اطلع عليه بتاريخ 2018-12-16.
24. ↑  "Saqr Ghobash elected FNC Speaker for 17th legislative chapter". 14 نوفمبر 2019. مؤرشف من الأصل في 2023-11-30.
25. 1 2  "MFNCA | وزارة الدولة لشؤون المجلس الوطني الاتحادي". وزارة الدولة لشؤون المجلس الوطني الاتحادي (بar-AR). Archived from the original on 2025-02-19. Retrieved 2025-03-09.{{استشهاد ويب}}:  صيانة الاستشهاد: لغة غير مدعومة (link)
26. ↑  "أعضاء مجلس الوزراء". uaecabinet.ae. اطلع عليه بتاريخ 2025-03-09.
27. ↑  "المجلس الوطنى يحصل على جائزة افضل برلمان عربى فى الاداء الالكتروني".
28. ↑  "أمل القبيسي تفوز بجائزة التميز البرلماني كأفضل رئيس برلمان عربي".
29. ↑  Internet, Future (2 Oct 2023). "المجلس الوطني الاتحادي.. إنجازات رائدة تعزز مشاركة المواطنين في صنع القرار وتكرس قيم الولاء والانتماء والتلاحم الوطني". اللجنة الوطنية للإنتخابات (بar-AE). Retrieved 2025-03-09.{{استشهاد ويب}}:  صيانة الاستشهاد: لغة غير مدعومة (link)
30. ↑  fnc.uae. "Federal National Council - FNC | المجلس الوطني الاتحادي |". Federal National Council المجلس الوطني الاتحادي. اطلع عليه بتاريخ 2025-03-09.
31. ↑  للأخبار, مركز الاتحاد (17 Jan 2015). "«الوطني» يوجه 115 سؤالاً للحكومة في عام". مركز الاتحاد للأخبار (بar-AR). Retrieved 2025-03-09.{{استشهاد ويب}}:  صيانة الاستشهاد: لغة غير مدعومة (link)